# Mutějovice
Mutějovice (en allemand : Mutowitz) est une commune du district de Rakovník, dans la région de Bohême-Centrale, en Tchéquie. Sa population s'élevait à 813 habitants en 2020.

## Géographie
Mutějovice se trouve à 11 km au nord-nord-ouest de Rakovník et à 54 km à l'ouest-nord-ouest de Prague.
La commune est limitée par Domoušice au nord, par Třeboc et Hředle à l'est, par Krupá et Nesuchyně au sud, et par Milostín et Kounov à l'ouest.

## Histoire
La première mention écrite de la localité date de 1337.

## Administration
La commune se compose de deux quartiers :
- Mutějovice
- Lhota pod Džbánem